# Pierre Luboshutz
Pierre Luboshutz (Pjotr Saulowitsch Ljuboschiz; * 17. Juni 1891 in Odessa, Russisches Kaiserreich, heute Ukraine; † 17. April 1971 in Rockport/Maine, Vereinigte Staaten) war ein russischer Pianist und Musikpädagoge.

## Leben und Wirken
Luboshutz hatte zunächst Violinunterricht bei seinem Vater. Er wechselte dann zum Klavier und studierte bis 1912 am Moskauer Konservatorium bei Konstantin Igumnow, einem Schüler Nikolai Swerews, des Lehrers von Sergei Rachmaninow und Alexander Skrjabin. In Paris vervollkommnete er seine Ausbildung bei Édouard Risler.
Mit seinen Schwestern, der Geigerin Lea und der Cellistin Anna Luboshutz, bildete er ein Klaviertrio, mit dem er in Russland auftrat. 1919 begleitete er die Tänzerin Isadora Duncan auf einer Russlandtournee. 1926 ging er in die USA, wo er als Klavierbegleiter u. a. mit dem Geiger Efrem Zimbalist, dem Cellisten Gregor Piatigorsky und dem Kontrabassisten Sergei Kussewizki auftrat.
1931 heiratete er die Pianistin Genia Nemenoff, die er in Paris kennengelernt hatte. 1937 debütierten beide als Duo Luboshutz-Nemenoff in der New Yorker Town Hall. Für die Konzerte mit seiner Frau arrangierte Luboshutz mehrere Werke für zwei Klaviere. Viele Konzerte des Duos wurden auch auf Schallplatte veröffentlicht. Zum 200. Geburtstag Mozarts unternahmen sie 1956 mit einem kleinen Orchester eine fünfwöchige Tournee, bei der sie dessen Konzert für drei Klaviere spielten; das dritte Klavier spielte Boris Goldovsky, ein Sohn von Lea Luboshutz. Von 1962 bis 1968 leiteten Luboshutz und seine Frau das Klavierdepartment an der Michigan State University.